# المعهد التحضيري للدراسات العلمية والتقنية
المعهد التحضيري للدراسات العلمية والتقنية هو مؤسسة عمومية تونسية للتعليم العالي في ميدان التكنولوجيا تابع لوزارة التعليم العالي والبحث العلمي والتكنولوجيا.

## وصلة خارجية
موقع المعهد التحضيري للدراسات لمعهد التحضيري للدراسات العلمية والتقنية.